# Changwon
Changwon (Changwon-si; in coreano 창원시), è il capoluogo della provincia sudcoreana del Gyeongsang Meridionale. Con una popolazione di 1 044 215 abitanti è la nona città più popolosa della Corea del Sud. Città portuale di antiche origini, nel 2010 assieme ad altre due città storiche, Masan e Jinhae, ha dato vita alla nuova città unificata di Changwon.

## Storia
Sulla base di reperti trovati nell'area della baia di Masan, i primi insediamenti nella zona vengono fatti risalire all'età del bronzo e, in particolare, al X secolo a.C.
Durante il periodo dei Tre regni di Corea, l'area di Changwon faceva, inizialmente, parte della confederazione di Byeonhan, per poi passare sotto la confederazione di Gaya prima e al regno di Silla dopo che quest'ultimo sconfisse Gaya. Dopo che il regno di Silla conquistò gli altri due regni, arrivando alla costituzione del regno di Silla unificato, l'area di Changwon venne rinominata Uian-gun nel 739 con la riorganizzazione delle province, mentre divenne Uichang-hyeon con l'avvento del regno di Goryeo. Con l'avvento del regno Joseon alla fine del XIV secolo il nome Changwon venne usato per la prima volta nel 1408, quando re Taejong di Joseon costituì la città e la denominò Changwon-bu. Nel 1601, sotto re Seonjo di Joseon la città venne rinominata Changwon-do hobu. Nel 1895 il re Gojong di Corea riorganizzò il Paese in 23 province e divise Changwon-do hobu in Changwon-gun e Ungcheon-gun. Nel 1910 sotto la dominazione giapponese la città venne rinominata Masan-bu e i giapponesi svilupparono il porto di Masan. Qualche anno dopo, Changwon venne separata da Masan.
Nel 1945 con la fine della dominazione giapponese Changwon entrò a far parte della Corea del Sud. Il porto di Masan venne sviluppato negli anni, finché nel 1970 venne creata la zona di libera esportazione per consentire la crescita dell'area tramite investimenti esteri. Nel 1974 Changwon venne designato come centro industriale nazionale per l'industria pesante e l'industria chimica. Gli impianti industriali vennero costruiti nella parte meridionale della città, mentre l'area urbana venne espansa in nuove zone residenziali, prendendo a modello la città australiana di Canberra. La pianificazione della città nel corso degli anni settanta fu guidata dalla necessità di tenere separate le aree residenziali da quelle industriali. Inoltre, un ruolo cruciale nella pianificazione fu giocato anche dal garantire sicurezza in un periodo in cui era molto alta la tensione tra Corea del Sud e Corea del Nord; infatti, la scelta di Changwon come sede dell'industria pesante è legato alla naturale protezione che le montagne assicurano alla baia. Venne anche creata una strada diritta larga circa 50 m e lunga 15,27 km, risultando la strada diritta più lunga del Paese, costruita sia per assicurare una protezione dall'inquinamento coi suoi lati alberati e sia per poter essere usata come pista d'atterraggio d'emergenza per aeroplani.
Nel 1980 Changwon ottenne il titolo di città. Dopo aver inglobato alcuni villaggi circostanti, il 1º luglio 2010 venne costituita la città unificata di Changwon dalla fusione delle città di Changwon, Masan e Jinhae.

### Simboli
Con l'istituzione della città unificata di Changwon, le autorità cittadine hanno definito i simboli della città. Il simbolo della città è una girandola con tre ali, colorate di verde, arancione e azzurro, e sagomate in maniera tale che lo spazio tra un'ala e l'altra definisca una figura umana e la lettera C, ossia l'iniziale di Changwon. La sagoma delle ali riproduce La figura umana simboleggia la capacità dei cittadini di definire un futuro comune di armonia, equilibrio e unità, mentre il colore azzurro simboleggia l'oceano, l'arancione la città e il verde l'ambiente.
La mascotte ufficiale della città si chiama Piwoomi, messaggero di sogni e speranze, raffigurata come un bambino con in testa un fiore di ciliegio fatto di tre petali di colore blu, arancione e verde, come la girandola del simbolo della città.
Inoltre, sono stati definiti anche dei simboli naturali della città: il fiore di ciliegio come fiore della città, il gabbiano codanera come uccello della città, il pino come albero della città.

## Cultura

### Istruzione

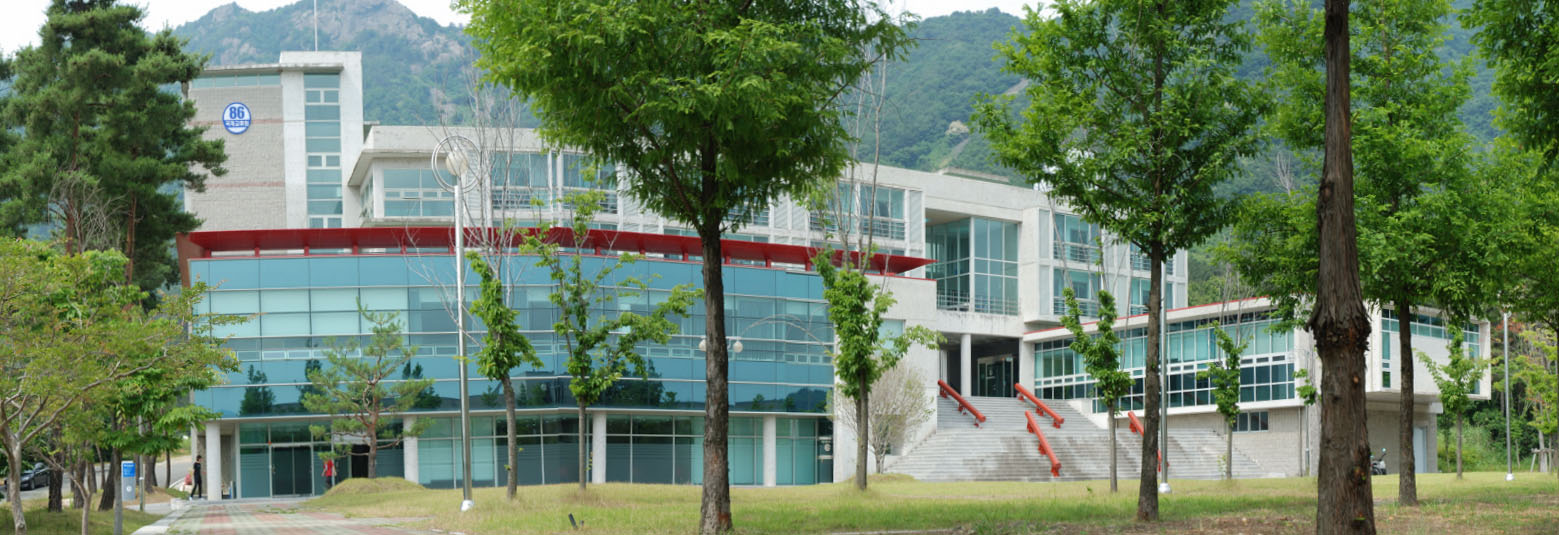
Università nazionale di Changwon.

A Changwon sono presenti due istituti di scuola superiore dall'indirizzo specifico: la scuola superiore delle scienze, una delle 20 della Corea del Sud, e la scuola superiore tecnica e meccanica. Sono presenti cinque università (l'università nazionale di Changwon, l'università Kyungnam, l'università di Masan, l'università Changshin e il politecnico della Corea 7 di Changwon) e l'Accademia navale coreana.

### Eventi
Dal 2011 Changwon ospita il festival internazionale della musica K-pop, organizzato dal ministero degli affari esteri col supporto dell'emittente radio-televisiva KBS e del ministero della cultura. La competizione ha cadenza annuale e si svolge nel mese di ottobre presso il complesso sportivo di Changwon, e vede sfidarsi contendenti provenienti da tutto il mondo.
A Jinhae si svolge il Jinhae Gunhangje Festival, noto anche come festival dei fiori di ciliegio, nel mese di aprile ogni 10 anni a partire dal 1963. Seguendo un primo evento nell'aprile 1952 per commemorare le gesta dell'ammiraglio Yi Sun-sin, il festival affiancò alle commemorazioni anche degli eventi culturali per la promozione della cultura e delle arti locali, abbinati alla fioritura dei fiori di ciliegio.
Dal 2010 ogni due anni si tiene la Biennale di scultura di Changwon, nato per onorare la memoria dello scultore Moon Shin. Dal 2000 a Masan si tiene il Masan Gagopa Chrysanthemum Festival, un festival dei fiori nazionale che celebra il crisantemo.

## Geografia antropica

### Urbanistica

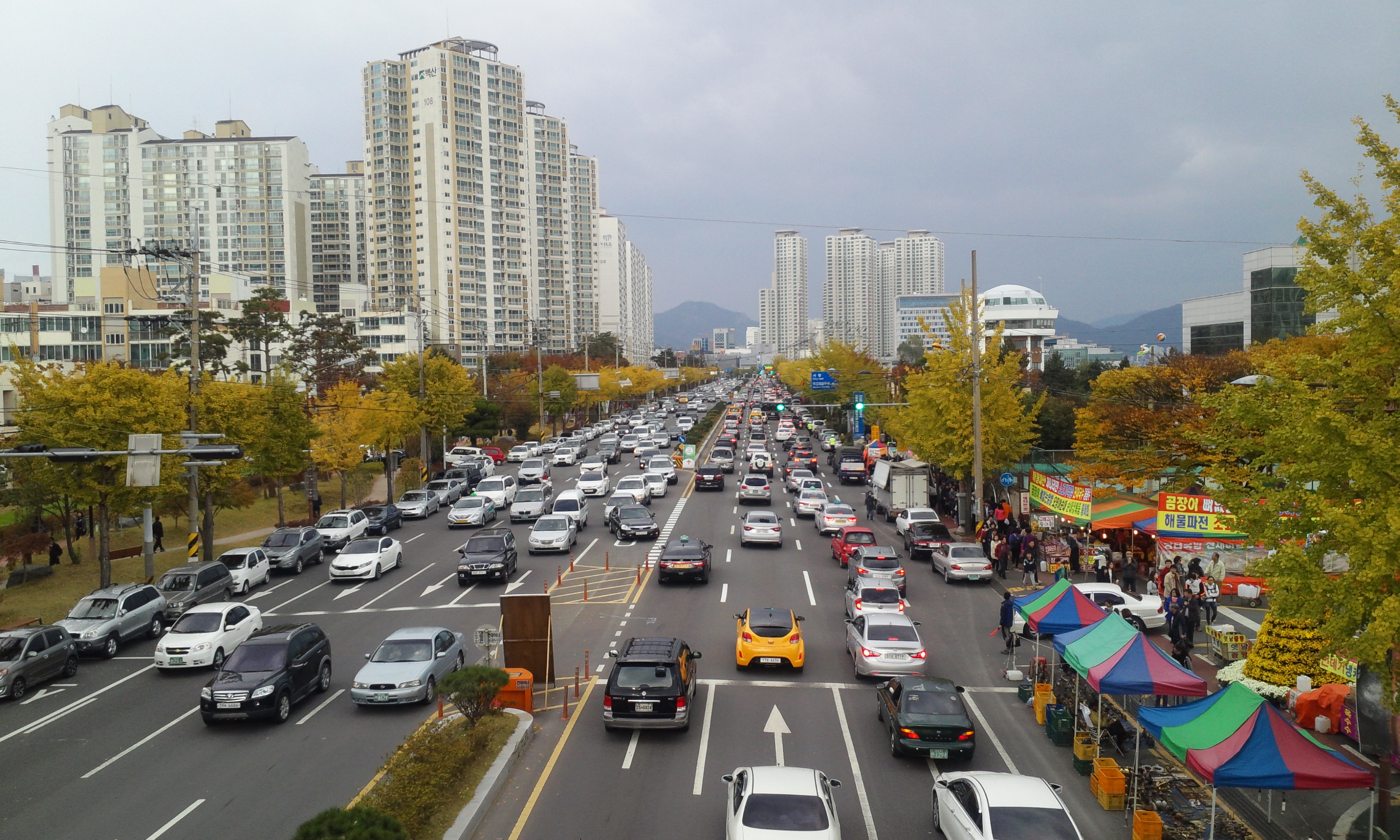
Changwon-daero.

La città di Changwon conobbe il principale sviluppo nel corso degli anni sessanta e settanta, quando divenne la prima città pianificata della Corea del Sud. L'apertura dell'area di libero scambio al porto di Masan e la decisione di stabilire nella baia le sedi di industrie pesanti e chimiche portarono notevoli investimenti nella città. Come area industriale venne designata la zona meridionale dove erano presenti risaie e incastonata tra le montagne, in modo tale che un bombardamento o un'invasione risultassero difficili. L'urbanista venne studiata in maniera tale da separate l'area industriale dall'area residenziale e commerciale, mantenendo ampi spazi verdi e riserve naturali a contenimento dell'inquinamento prodotto dalle industrie. La rete stradale urbana venne sviluppata a scacchiera e venne realizzata la Changwon-daero, una strada diritta all'incirca lungo la direttrice est-ovest, larga circa 50 m e lunga 15,27 km, risultando la strada diritta più lunga del Paese. Questa strada da 8 corsie venne realizzata con ampi marciapiedi e aree verdi con l'obiettivo di separare l'area industriale da quella residenziale e anche con l'obiettivo di poter essere usata come pista d'atterraggio d'emergenza per aeroplani. Considerando anche l'elevata tensione esistente in quegli anni tra Corea del Sud e Corea del Nord, l'urbanistica della città prevedeva anche la realizzazione di passaggi sotterranei e rifugi, nonché avere palazzi di massimo dieci piani distribuiti per la città in maniera tale da fungere da strutture difensive in caso di emergenze belliche.

### Suddivisioni amministrative
La città di Changwon, dopo aver assorbito le città di Masan e Jinhae nel 2010, è costituita da 5 distretti amministrativi (구, gu):
- Jinhae-gu (진해구), che copre il territorio della precedente città di Jinhae;
- Masanhoewon-gu (마산회원구), che copre la parte settentrionale della precedente città di Masan;
- Masanhappo-gu (마산합포구), che copre la parte meridionale della precedente città di Masan;
- Seongsan-gu (성산구), che copre la parte meridionale del precedente territorio di Changwon;
- Uichang-gu (의창구), che copre la parte settentrionale del precedente territorio di Changwon.

Ogni distretto è, a sua volta e in ordine di livello decrescente, suddiviso in quartieri (동, dong), in municipalità (면, myeon) e in villaggi (읍, eup). Municipalità e villaggi rappresentano, per lo più, la parte più rurale della città e sono caratterizzati anche da ulteriori suddivisioni che includono i piccoli villaggi (리, ri).

## Economia

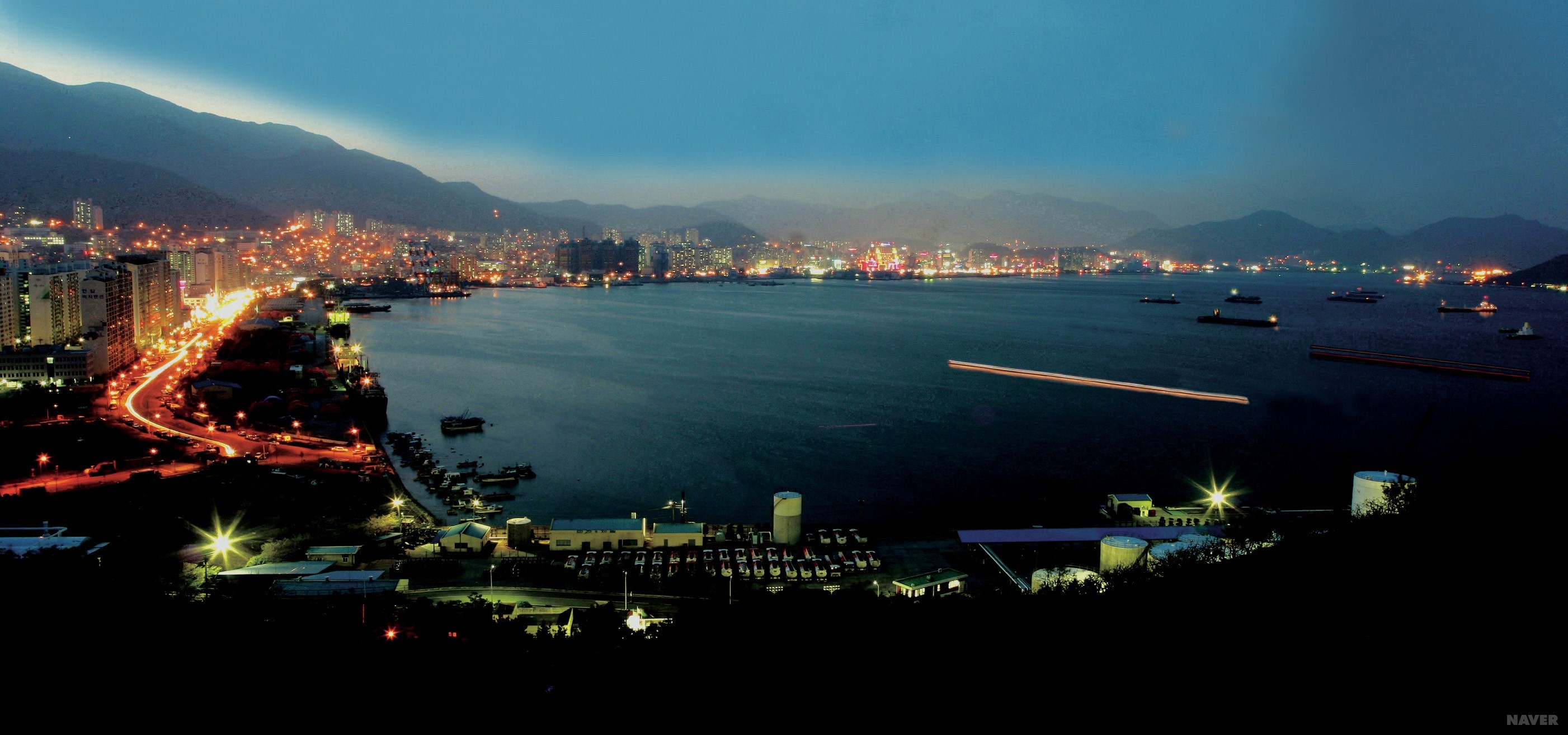
Immagine notturna del porto di Masan.

Lo sviluppo della città negli anni settanta del XX secolo portò alla creazione di un'ampia zona industriale che si affiancò all'area portuale. Il 1º febbraio 1974 venne istituito ufficialmente il complesso industriale di Changwon, che occupa una superficie di 25,302 km² a sud della Changwon-daero, e ospita principalmente industrie pesanti, industrie di elettronica e componenti elettrici, industrie petrolchimiche. Al 2010 erano presenti nel complesso industriale di Changwon ben 2000 aziende, delle quali il 97,8% rappresentato da piccole e medie imprese, mentre il restante 2,2% rappresentato da grandi aziende. Tra le grandi aziende presenti nel complesso industriale si annoverano Hanwha Techwin, GM Korea, LG Electronics, Hyundai Rotem, Doosan Heavy Industries & Construction, Doosan Infracore, Hyosung, Hyundai Wia, STX Corporation.
Nel 1970 venne istituita l'area di libero scambio presso il porto di Masan, attualmente copre una superficie di 1,042 km² nel distretto di Masanhoewon-gu, e rappresenta il più grande complesso industriale della Corea del Sud dove gli investimenti esteri sono maggiori. Il 30 ottobre 2003 venne istituita per il periodo 2003-2020 l'area di libero scambio commerciale Busan-Jinhae. In altri distretti della città sono presenti altre realtà industriali e commerciali.
Al 2010 la città di Changwon generava un prodotto interno lordo pari a 21,7 trilioni di won, più di quanto ne producevano città metropolitane come Gwangju e Daejeon.
Il distretto di Jinhae-gu è anche sede di una delle più grandi basi navali della Marina della Repubblica di Corea e sede dell'Accademia navale coreana.

## Infrastrutture e trasporti

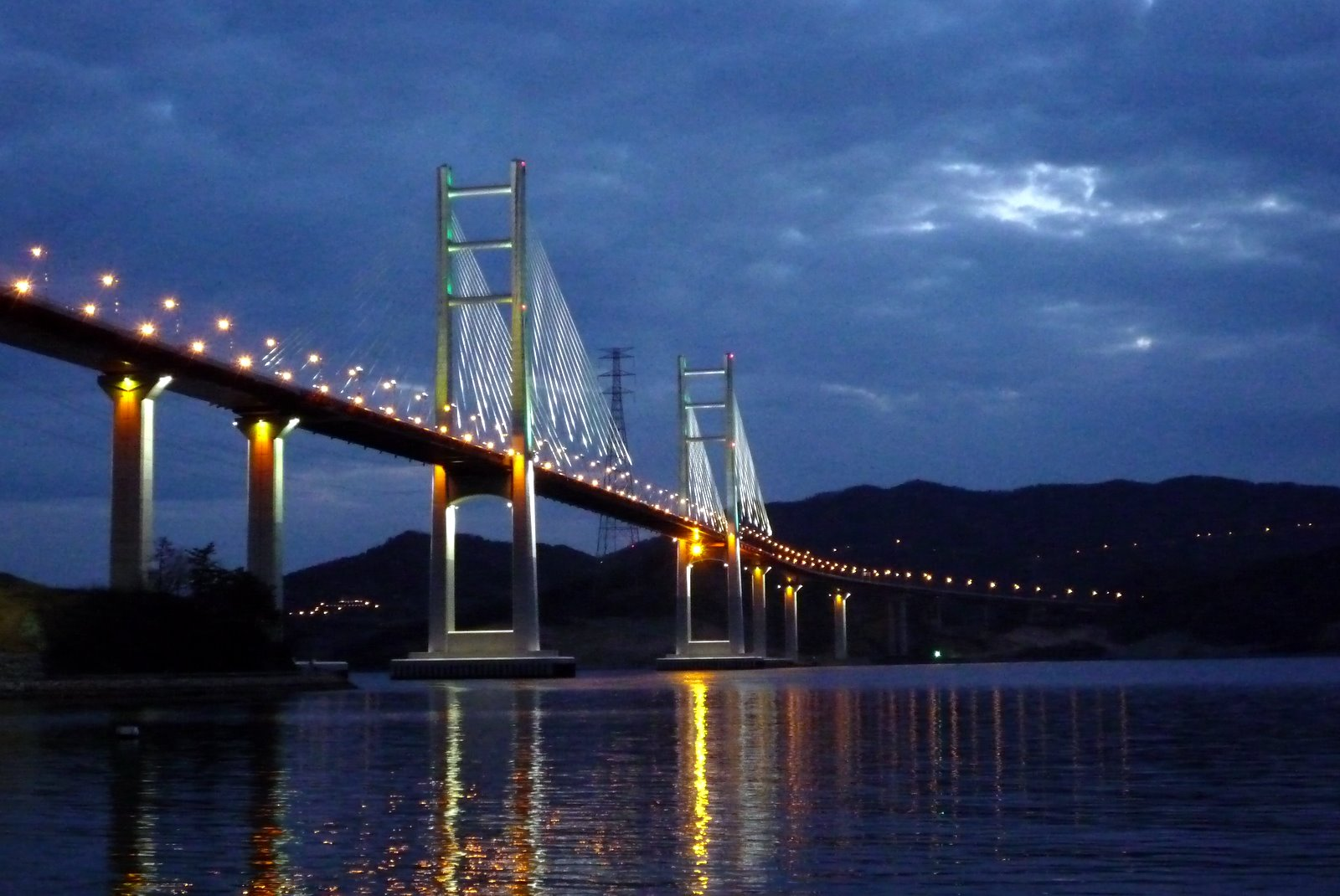
Il ponte che collega Masan a Changwon.

Changwon non è dotata di un aeroporto cittadino e il più vicino è l'aeroporto internazionale di Pusan-Gimhae, situato a 35 km a est della città.
La città è situato sulla linea ferroviaria Gyeongjeonseon, che unisce le città di Miryang e Gwangju e le province del Gyeongsang Meridionale e del Jeolla Meridionale lungo la costa sud della penisola coreana. A Changwon sono presenti quattro stazioni ferroviarie lungo la linea: la stazione centrale JungAng di Changwon, la stazione di Changwon, la stazione di Masan e la stazione di Jinhae.
Dal porto di Masan è presente un collegamento con l'isola di Geoje tramite un servizio di traghetti.
Come città pianificata, Changwon è caratterizzata da una fitta rete di trasporto urbano a mezzo di autobus, e da un servizio di biciclette a noleggio chiamato Nubija.

## Sport
A Changwon hanno sede quattro squadre professionistiche: i Changwon LG Sakers, società cestistica fondata nel 1997; il Gyeongnam FC, società calcistica fondata nel 2006 e partecipante al campionato di K League 1, massima serie nazionale; il Changwon City FC, società calcistica fondata nel 2005 e partecipante al campionato semi-professionistico di K3 League; gli NC Dinos, società di baseball fondata nel 2011.
Per le strade cittadine dal 1999 al 2003 si è tenuto il Korea Super Prix, valido come tappa del campionato automobilistico di Formula 3.